# Bezovica, Vojnik
Bezovica je naselje v Občini Vojnik.